# ماتاپیهی
ماتاپیهی (به لاتین: Matapihi) یک منطقهٔ مسکونی در نیوزیلند است که در Bay of Plenty Region واقع شده‌است.